# Ornithursäure
Ornithursäure, auch Dibenzoylornithin, ist ein Exkretionsprodukt bei Vögeln, das der Entgiftung von Benzoesäure dient. Sie wird aus der Aminosäure L-Ornithin und zwei Molekülen Benzoesäure synthetisiert.

## Geschichte
Die Verbindung wurde Mitte des 19. Jahrhunderts von Charles Upham Shepard entdeckt, aber für eine andere Säure gehalten. 1877 wurde sie dann von Max Jaffé näher untersucht.